# جمعية الصليب الأحمر الأرميني
جمعية الصليب الأحمر الأرميني ، هي جمعية خيرية تهتم بالطب والمساعدات الإنسانية، أسست سنة 1920م وتقع مقرها الرسمي في العاصمة الأرمينية يريفان.

## وصلات خارجية
- Armenian Red Cross Society
- Official Red Cross Web Site

‌